# Jasonactis erythraios
Jasonactis erythraios is een zeeanemonensoort uit de familie van de Kadosactinidae. De wetenschappelijke naam van de soort is, als Sagartiogeton erythraios, voor het eerst geldig gepubliceerd in 2009 door Zelnio, Rodríguez & Daly.